# Eduardo Ruiz de Velasco Fernández
Eduardo Ruiz de Velasco Fernández (Madrid, 1919 - † Bilbao, 3 d'agost de 1995) va ser un periodista espanyol.

## Biografia
Va començar a treballar a Radio Madrid com a auxiliar de comptabilitat en 1934, quan solament comptava 15 anys. Desenvoluparia la resta de la seva carrera en la mateixa emissora, convertida, a partir de 1940, en la Cadena SER.
Finalitzada la Guerra Civil espanyola, va ser el pallasso Pototo en la parella Pototo y Boliche que, a través de la ràdio, van fer les delícies dels nens espanyols dels anys quaranta. Junts van protagonitzar la pel·lícula Pototo, Boliche y Compañía (1948).
Arriba al càrrec de cap de programació, i en 1949 és nomenat Director de Radio Bilbao de la Cadena SER. En aquest lloc va romandre 35 anys, fins a la seva jubilació el 1984. També va ser tinent d'alcalde de l'Ajuntament de Bilbao entre 1967 i 1974.
A la ciutat basca va aconseguir gran popularitat com a promotor d'activitats recreatives i d'oci. Va escriure, a més, dos llibres de recopilació d'errades periodístiques.
Al llarg de la seva trajectòria professional es va fer creditor del Premi Ondas 1955 i l'Antena de Oro 1966, a més de l'Encomana del Mèrit Civil.